# Hip-hop cubain
Le hip-hop cubain, également appelé rap cubain, ou localement rap cubano, désigne le mouvement hip-hop ayant émergé dans les années 1980 à Cuba. À cette période, la culture hip-hop locale se centre principalement sur la breakdance. Ce n'est qu'à partir des années 1990, avec notamment la chute de l'Union soviétique, que de jeunes rappeurs cubains, nommés « raperos », essayeront d'extérioriser d'une autre manière leurs frustrations.

## Histoire

### Origines
L'importation et la naissance du hip-hop cubain peut être débattue, mais la plupart l'expliquent par l'importation du rap américain depuis Miami. Le rap émerge à Cuba dans les années 1980, mais ce n'est qu'à partir des années 1990 qu'il se popularise, en parallèle à la fin de l'Union soviétique. Cependant, le rap se fait déjà connaitre parmi les jeunes moneros, qui possédaient une capacité orale et une certaine créativité. À l'émergence du hip-hop à Cuba, le genre, comme c'était le cas pour le rock, n'est qu'une musique importée de l'étranger, et de ce fait, n'a jamais été interdite, promue et encore moins encouragée. Le gouvernement cubain déclare en 1999 le hip-hop comme un genre musical local culturel et authentique. Le gouvernement lancera l'Agencia Cubana de Rap qui permettra le développement de labels, magazines et festivals orientés hip-hop cubain. Les rappeurs cubains ajoutent des éléments de hip-hop à la musique cubaine. Le rap à Cuba commence précisément à émerger en parallèle à la période gangsta rap aux États-Unis qui comprend des rappeurs tels que 2Pac, The Notorious B.I.G., Ice-T, et Snoop Dogg.
À cette période, et progressivement, les raperos commencent à exprimer ce qu'ils ressentent et la dure réalité qui les entourent. Un sentiment qui revient est celui de la discrimination des politiques vis-à-vis de leurs citoyens. Les cubains étaient interdits de visiter les « zones à touristes » désignées par le gouvernement, ce qui incluent les restaurants chics et les boîtes de nuit de la Vieille Havane. Mais les statistiques montrent que la police appréhendaient bien souvent les afro-cubains et les cubains de type caucasien. La plupart des afro-cubains disent que le gouvernement font l'amalgame entre les noirs et le crime,. Ils établissent leurs propres scène underground de hip-hop.
En 1995, un groupe de rappeurs organise un festival de hip-hop. Ce festival de hip-hop annuel comprend 50 cubains et 12 groupes étrangers : Mos Def et The Roots y ont notamment participé. La popularité du hip-hop se voulant croissante, elle atteint les jeunes cubains et d'autres pays. De ce fait, plusieurs milliers d'individus participeront à ce festival.

### Popularité
La popularisation du hip-hop à Cuba, et l'expression artistique qui suit, est effectuée grâce à la New Afrikan Revoluationary Nehanda Abiodun, des activistes de la Black Liberation Army en exil politique à Cuba. Les rappeurs cubains admirent le succès des rappeurs américains ; souhaitant faire de même, et connaitre le succès, ils commencent à les imiter.
L'émergence du hip-hop à Alamar (considéré comme le berceau du hip-hop cubain), dans la banlieue est de La Havane (qui reçoit les ondes des radios localisées à Miami, 99 JAMS et HOT 105), est un tel succès qu'en 1995 Rodolfo Renzoli, un rappeur du collectif local Grupo Uno, organise le premier festival du genre à Cuba, avec l'aide de l'Asociación de Hermanos Sais (AHS). Malgré la faible publicité, le festival est un vrai succès et attire de nombreux moneros et raperos. Le rap cubano devient un genre à part entière lorsque Amenaza (connu à l'international sous le nom de Orishas) incorpore des percussions afro-cubaines pendant leur performance au festival en 1996. La même année, le premier groupe féminin cubain, Instinto, se fait connaitre de par son flow. En 1999, grâce à la chanson Hip Hop Manifesto (écrite par DJ Ariel Fernandez), le rap cubano et le rock (un autre genre musical marginalisé à Cuba) sont déclarés « authentiques à l'expression de la culture cubaine » par Abel Prieto, à cette période ministre cubain de la culture. Fidel Castro considère le hip-hop local comme l'« avant-garde de la révolution » de par son message révolutionnaire. Cela mène au lancement de l'Agencia Cubana de Rap. L'Agencia Cubana de Rap est une organisation créée par l'État local qui s'occupe du label et magazine orienté hip-hop, Movimiento.
Le hip-hop cubain est également et notamment popularisé par Grupo Uno, un collectif issu de la banlieue est de La Havane. En 1995, ils lancent un festival annuel appelé Festival de Rap Cubano à Alamar. Le gain de popularité vient également grâce au soutien des Associations Hermanos Saiz et du phénomène Orishas. Les afro-cubains s'inspirent des genres musicaux jazz, reggae, funk, soul et rock 'n' roll, et des problèmes sociaux.